# اهینگن (شوابن)
اهینگن (شوابن) (به آلمانی: Ehingen) یک شهر در آلمان است که در آوگسبورگ واقع شده‌است.